# YOHITO'S MUSICHRONICLE
『YOHITO'S MUSICHRONICLE』（ヨヒトズ ミュージックロニクル）は、2024年12月1日からFM COCOLOで放送されている寺岡呼人のラジオ番組である。

## 概要
ヒット曲からフレッシュ曲まで、寺岡がプロデューサーならではの感性で語る他、コレクションするアナログレコードの名盤も披露する内容である。
番組タイトルの『MUSICHRONICLE』は、「MUSIC＝音楽」「CHRONICLE＝年代史」を組み合わせた造語であり、「ミュージックロニクル」「ミュージクロニクル」の両方が使用されている。また、略称として「みゅじくろ」も使用されている。

## 主なコーナー
トワイライト・ミュージック
寺岡が2曲選曲してオンエアする。
寺岡レコード
名曲をアナログ音源でオンエアする。
レコメン！
今の音楽シーンをセレクターからオンエアする。
ヒットソングメイカーズ
ヒット曲を生み出したプロフェッショナルに注目し、その楽曲をオンエアする。

## 放送時間
- 日曜 18:00 - 19:00